# Radovan Kocúrek
Radovan Kocúrek (* 13. května 1976) je bývalý slovenský fotbalista, záložník.

## Fotbalová kariéra
V československé lize hrál za Tatran Prešov. Nastoupil ve 3 ligových utkáních. Gól v československé lize nedal. Dále hrál i za FK Inter Bratislava. V Lize mistrů UEFA nastoupil ve 4 utkáních. V Poháru vítězů pohárů nastoupil v 1 utkání.

## Ligová bilance
| Ročník                                   | Zápasy | Góly | Klub          |
| ---------------------------------------- | ------ | ---- | ------------- |
| 1. československá fotbalová liga 1992/93 | 3      | 0    | Tatran Prešov |
| CELKEM 1. československá liga            | 3      | 0    |               |